# 法鷲院
法鷲院（ほうじゅういん）は、茨城県日立市にある真言宗豊山派の寺院。

## 歴史
807年（大同2年）に開山された。当初は法相宗の寺院であったが、1307年（徳治2年）には古義真言宗（真言宗醍醐派）の準別格本山となり、末寺126寺を擁するようになった。しかし1393年（明徳4年）の火災で灰燼に帰した。後に大和国式上郡（現・奈良県桜井市）の長谷寺の宥応によって中興された。長谷寺は新義真言宗の一派「真言宗豊山派」の総本山であり、この時以降、新義真言宗の法流を伝えることになった。
境内にある五重塔は、昭和末期に建築されたもので「将来、『昭和時代の仏教建築』として国宝に指定されるような建築にする」意気込みで建てられた。

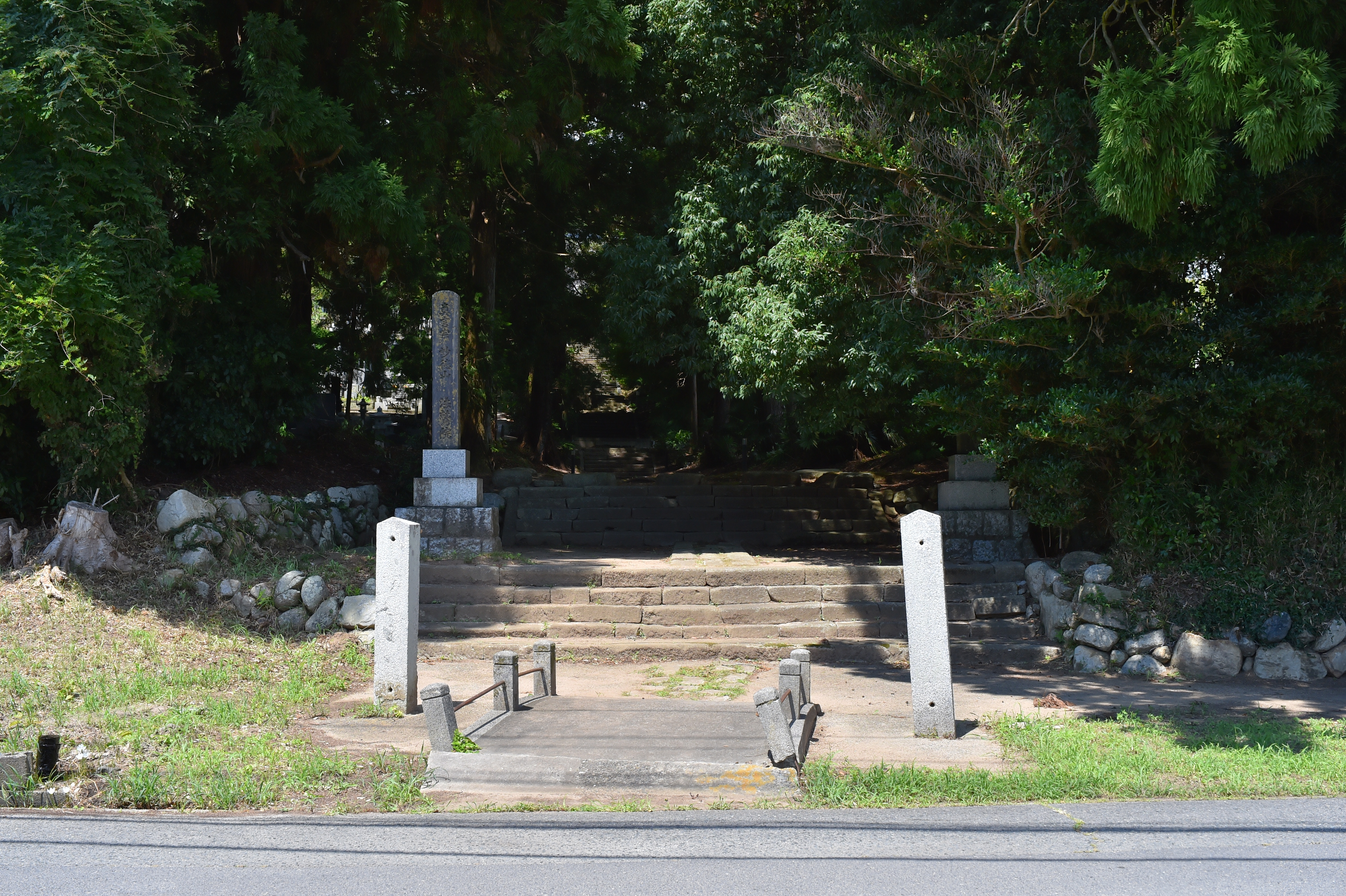
入口
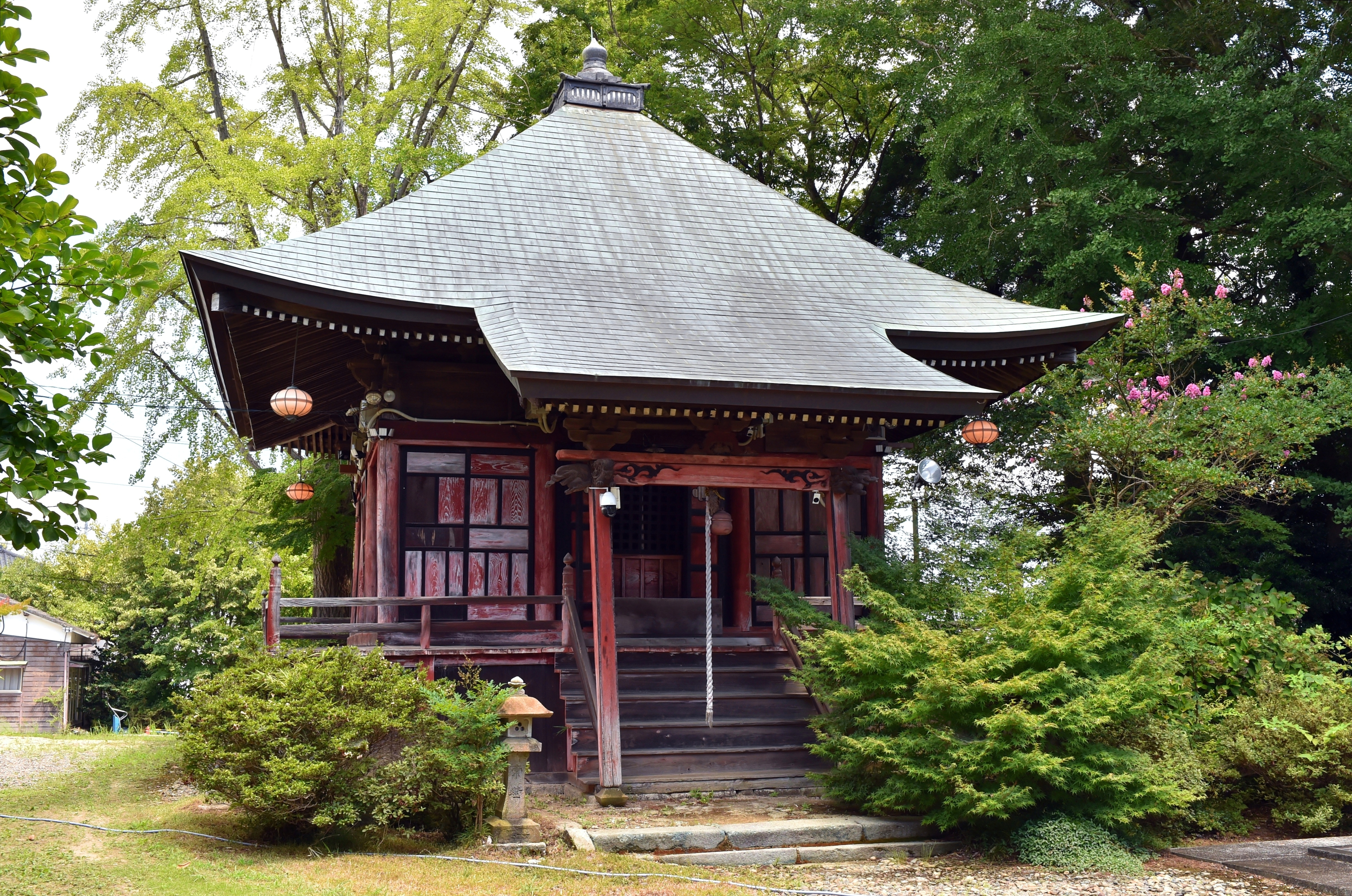
堂宇
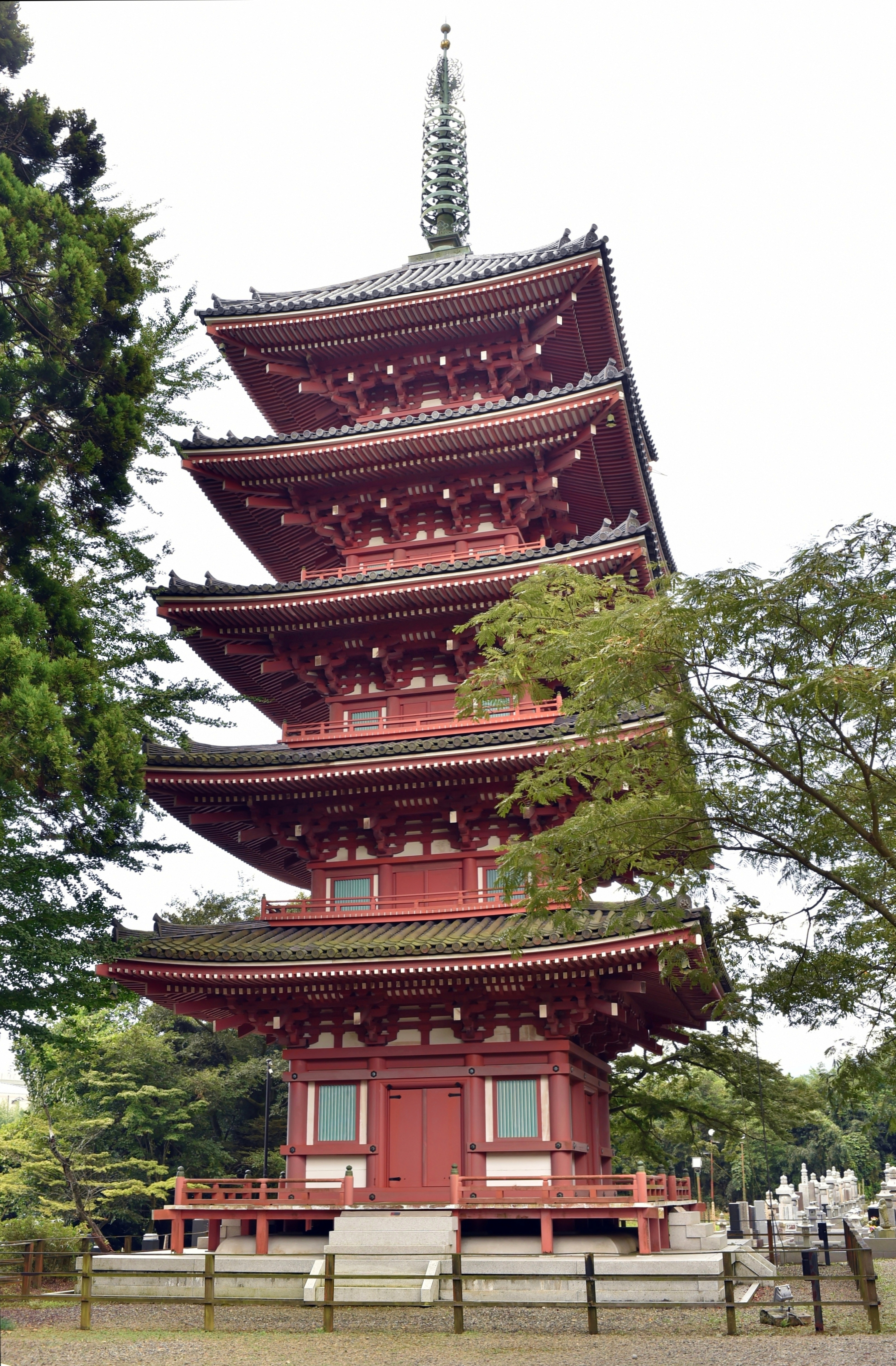
五重塔
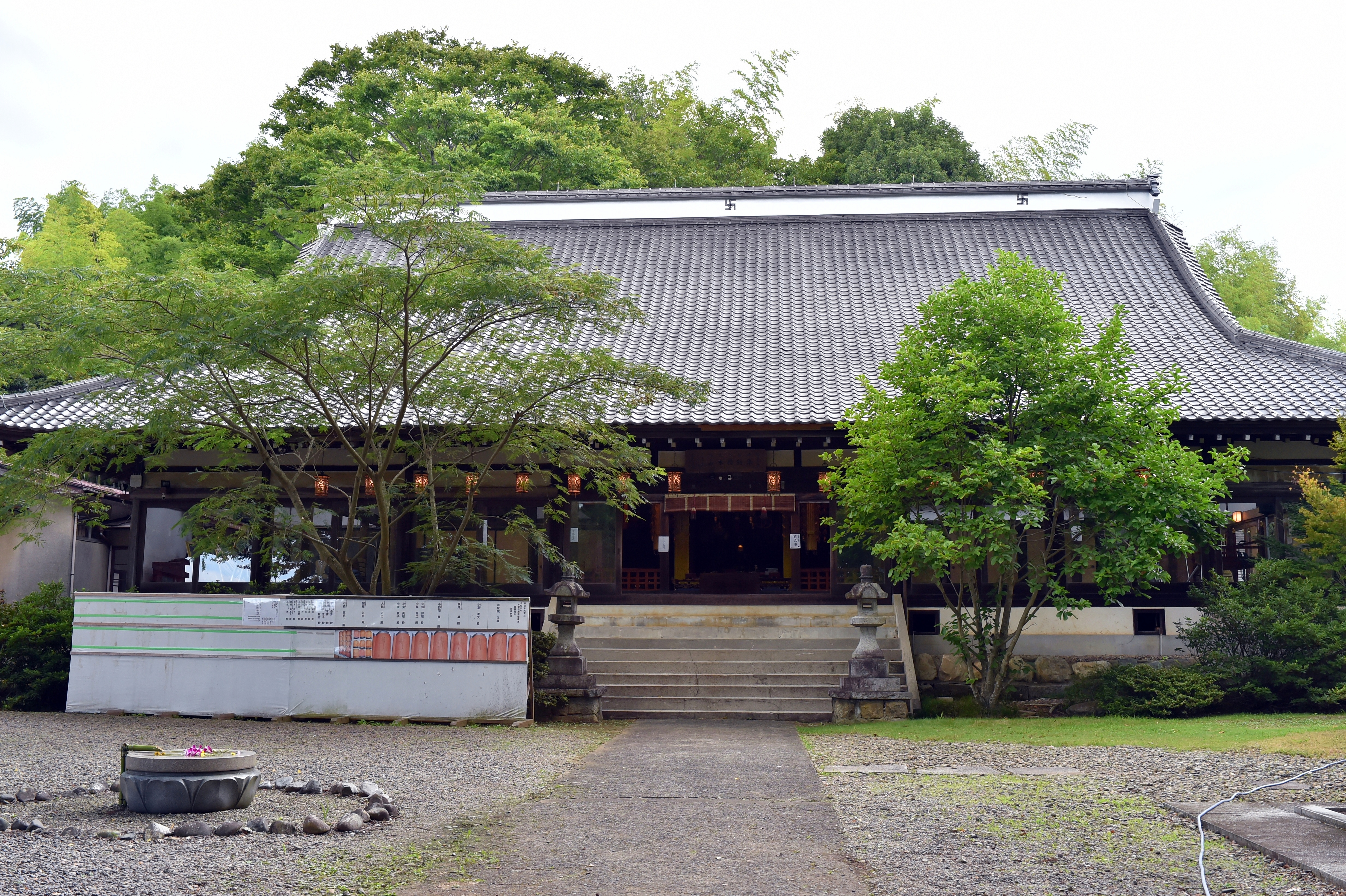
本堂

## 交通アクセス
- 十王駅より徒歩15分。